# Slottsbacken, Karlskrona
Slottsbacken är ett köpcentrum i Lyckeby i Karlskrona kommun.